# Fijn akkerscherm
Fijn akkerscherm (Visnaga daucoides) is een plant uit de schermbloemenfamilie (Apiaceae).

## Ecologie en verspreiding
Fijn akkerscherm staat op half beschaduwde, warme, stikstofrijke en zwak basische tot basische (kalkrijke), vaak zandige bodems. Ze groeit in Nederland op braakliggende grond en andere ruderale plaatsen. De plant stamt oorspronkelijk uit het Mediterrane gebied, West-Azië, Oost-Afrika en Macaronesië. Fijn akkerscherm wordt zeer zeldzaam aangetroffen in het midden- en zuidelijk deel van het land, er is slechts één noordelijker gelegen vindplaats bekend. Het verschil met Groot akkerscherm zit vooral in het feit dat de gaafrandige slippen van onderste bladeren amper verschillen van de slippen van de bovenste bladeren en verder doordat de zeer vele schermstralen (tot 150) tijdens de vruchtrijping verdikt raken en vogelnestachtig naar binnen buigen. Naast de adventieve invoer met granen en wol is de herkomst waarschijnlijk ook te danken aan het verwilderen vanuit de teelt van deze soort als sier- en snijplant. Dit taxon wordt, evenals Groot akkerscherm al eeuwenlang tegen tal van medische kwalen aangewend.

## Synoniemen
- Ammi dilatatum St.-Lag.
- Ammi visnaga (L.) Lam.
- Ammi visnaga var. hybernonis Sennen
- Ammi visnaga var. longibracteatum Zohary
- Ammi visnaga var. paui Sennen
- Apium visnaga (L.) Crantz
- Carum visnaga (L.) Koso-Pol.
- Daucus gingidium L. ex DC.
- Daucus laevis Salisb.
- Daucus visnaga L.
- Selinum visnaga (L.) E.H.L.Krause
- Sium visnaga (L.) Stokes
- Visnaga vera Raf.